# Graphium macleayanus

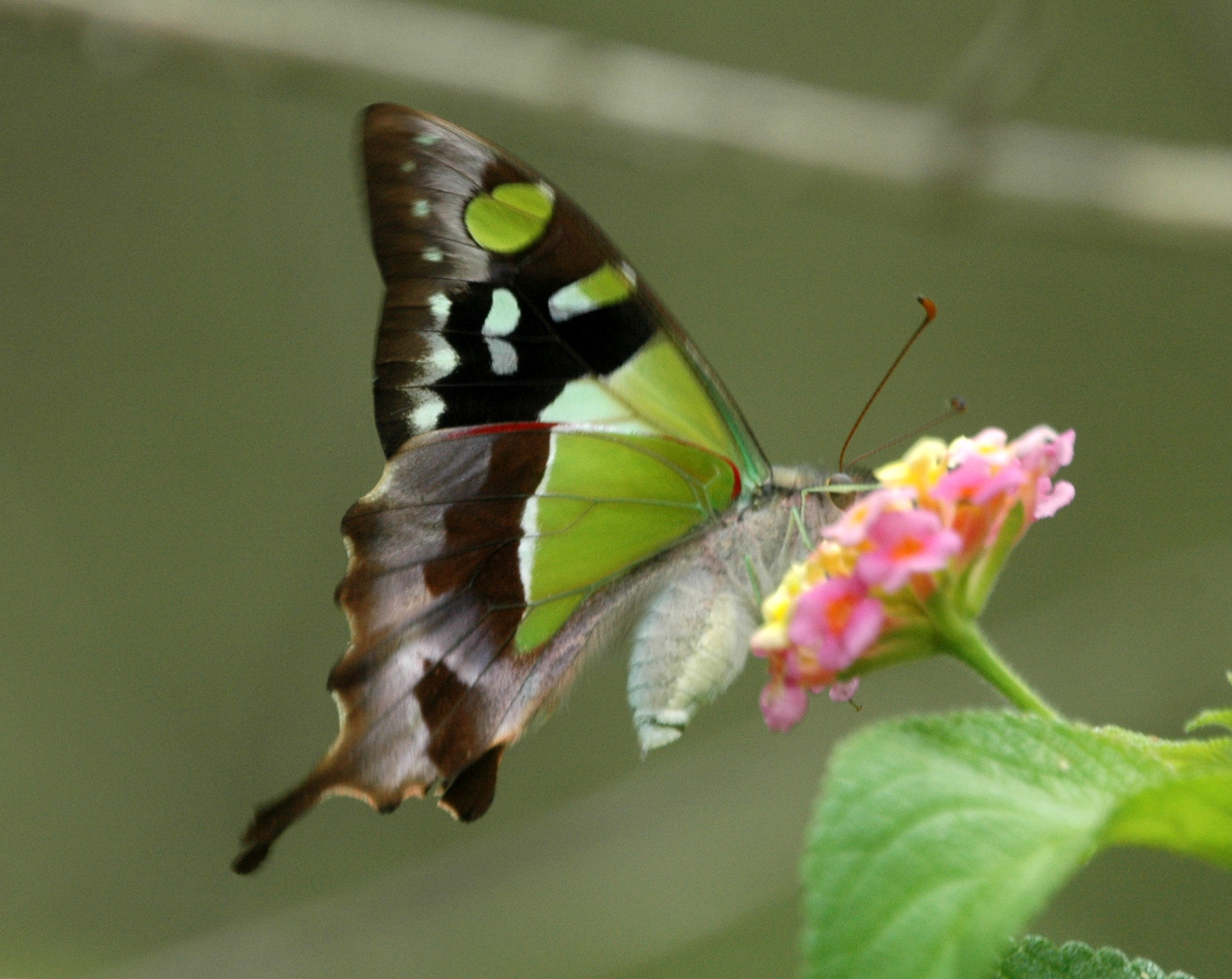
Flügelunterseite Weibchen

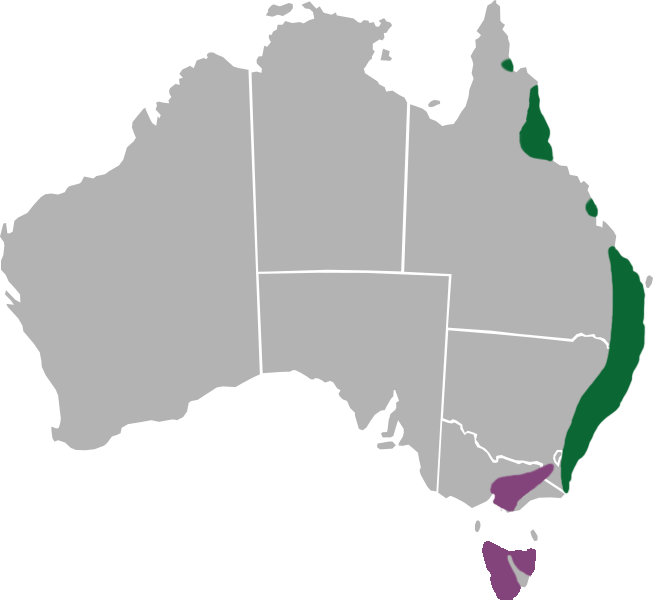
Verbreitungsgebiet
grün: G. macleayanus macleayanus
violett: G. macleayanus moggana

Graphium macleayanus ist ein in Australien vorkommender Schmetterling aus der Familie der Ritterfalter (Papilionidae) und der Unterfamilie der Schwalbenschwänze (Papilioninae). Die Art wurde zu Ehren von Alexander Macleay benannt.

## Merkmale

### Falter
Die Flügelspannweite der Falter beträgt im Durchschnitt 50 bis 60 Millimeter. In Einzelfällen können auch 80 Millimeter erreicht werden. Zwischen den Geschlechtern besteht nur ein geringer Sexualdimorphismus. Weibchen und Männchen weisen sehr ähnliche Zeichnungselemente auf. Die Oberseiten beider Flügelpaare ist in der Basal- und der Diskalregion hellgrün sowie in der Postdiskal- und der Submarginalregion schwarz gefärbt. Innerhalb der Submarginalregion verläuft eine Reihe weißer Flecke, bei den Weibchen jedoch nur auf den Vorderflügeln. Am Vorderrand der Vorderflügel heben sich bei beiden Geschlechtern zwei große grüne Flecke ab. Auf den Unterseiten scheinen die Zeichnungen der Oberseiten hindurch. Dabei sind die vorderseitigen hellgrünen bzw. schwarzen Bereiche jedoch unterseits kräftig grün bzw. braun gefärbt. Am Analwinkel befindet sich ein langer schwarzer Schwanzfortsatz. Die Beine der Falter sind grün.

### Raupe
Ausgewachsene Raupen haben eine grüne Farbe, sind am Vorderteil verdickt, dort mit kurzen Tuberkeln versehen und verjüngen sich zum Ende hin. Die gesamte Körperoberfläche ist mit kleinen weißlichen Punkten überzogen. Um Fressfeinde abzuschrecken, sind sie in der Lage, ein orangegelbes Osmaterium auszustülpen.

### Ähnliche Arten
- Graphium weiskei unterscheidet sich durch die Rosafärbung der Basalregion auf der Vorderflügeloberseite. Da die Art nur auf Neuguinea vorkommt, gibt es keine geographische Überlappung mit Graphium macleayanus.[3]
- Graphium stresemanni unterscheidet sich durch die Blaufärbung der Basalregion auf der Vorderflügeloberseite. Da die Art endemisch auf Seram vorkommt, gibt es auch in diesem Fall keine geographische Überlappung mit Graphium macleayanus.[4]

## Verbreitung, Unterarten und Lebensraum
Die Art kommt mit folgenden Unterarten im australischen Raum vor:
- Graphium macleayanus macleayanus, im Osten von Queensland und New South Wales
- Graphium macleayanus moggana, in Victoria und auf Tasmanien
- Graphium macleayanus insulana, auf der östlich vom australischen Festland liegenden Lord-Howe-Inselgruppe. Dort wurde jedoch nach 1893 kein Nachweis mehr erbracht.[6]

Graphium macleayanus besiedelt in erster Linie Regenwälder.

## Lebensweise
Die Falter fliegen in den australischen Sommermonaten August bis April. Während die Weibchen zur Nektaraufnahme Blüten besuchen, saugen die Männchen bevorzugt am Boden an feuchten Erdstellen, um Flüssigkeiten sowie Mineralstoffe aufzunehmen. Die Raupen ernähren sich von den Blättern von Monimiengewächsen (Monimiaceae), Lorbeergewächsen (Lauraceae) oder Winteraceae-Arten.